# Remington Arms
La Remington Arms è un'azienda statunitense produttrice di armi da fuoco e munizioni, fondata nel 1816 da Eliphalet Remington a Ilion, come E. Remington and Sons.
Essa è la più antica società negli Stati Uniti a produrre ancora il suo prodotto di origine ed il più antico produttore ininterrotto in America del Nord, nonché il maggior produttore statunitense di fucili da caccia, e i suoi prodotti sono distribuiti in oltre 60 Stati del mondo. Fa parte del Freedom Group, di proprietà di Cerberus Capital Management.

## Storia

### XIX secolo
La Remington venne fondata nel 1816. Eliphalet Remington credeva di poter costruire un fucile migliore di quello che avrebbe potuto trovare sul mercato. Le comunità agricole della regione erano famose per le loro diverse abilità ed autosufficienza e nella stagione invernale praticavano l'artigianato che forniva prodotti per l'auto-impiego e anche per la vendita. Eliphalet padre era un fabbro e voleva espandere il suo commercio nella produzione di canne da fucile. I residenti locali costruivano spesso i loro fucili proprio per risparmiare sui costi ma erano costretti ad acquistare le canne. Eliphalet mandò il figlio da un produttore di canne ben noto, in una grande città, per l'acquisto di una canna, con l'incarico di osservare la tecnica di produzione della stessa. In quel tempo il metodo era quello di scaldare e avvolgere delle strisce piatte di acciaio attorno a un'asta di metallo del calibro desiderato. Riscaldando e martellando le strisce a spirale attorno all'asta centrale, la canna di metallo si fondeva in un cilindro solido, a quel punto veniva estratta l'asta che aveva funto da anima, e infine si temprava la canna. Quando il giovane tornò a casa, la sua famiglia realizzò una produzione di canne da fucile presso la bottega di fabbro del padre, sita a Ilion Gorge, vicino a New York.
Iniziò la progettazione e la costruzione di un fucile a pietra focaia per se stesso. Nell'autunno dello stesso anno partecipò a una gara di tiro, anche se finì al secondo posto il suo fucile impressionò gli altri tiratori. Prima che Eliphalet avesse lasciato il campo di tiro aveva ricevuto così tanti ordini da altri concorrenti che decise ufficialmente di entrare nel commercio di armi da fuoco. Nel 1828 trasferì la fabbrica nella vicina Ilion, nello stesso sito in cui è ubicato l'attuale impianto della Remington.
Nel 1865 Philo Remington creò una società per azioni e nel 1873 iniziò una nuova avventura con la produzione di macchine da scrivere di marca Remington che cedette poi nel 1886. La società divenne Remington Rand e il settore delle armi da fuoco Remington Arms Company. Nel 1888 la Remington venne acquistata da Marcus Hartley e Partners, una grande catena di articoli sportivi che possedeva anche la Union Metallic Cartridge Company a Bridgeport. Il sito di Bridgeport divenne un impianto per la produzione di munizioni Remington.

### XX secolo
Nel 1912 la Remington e la Union Metallic Cartridge vennero fusi in un'unica società denominata Remington UMC. Ancora oggi Remington produce munizioni marca UMC. Nel 1915 lo stabilimento di Ilion è stato ampliato e con questa estensione è diventato sostanzialmente lo stesso impianto esistente al giorno d'oggi. Durante la prima guerra mondiale, Remington produsse armi sotto contratto per diverse potenze alleate. Remington produsse fucili M1907-15 Berthier per Francia, Pattern 1914 Enfield per il Regno Unito e il modello 1891 Mosin -Nagant per l'Impero russo. Mentre la guerra andava intensificandosi, la produzione di Remington crebbe sempre di più.
Quando gli Stati Uniti entrarono in guerra, Remington si cimentò nello sforzo bellico. Fra i notevoli contributi di Remington figurò lo sviluppo e la produzione degli Stati Uniti del fucile M1917 Enfield, una versione semplificata del modello britannico del 1914 e lo sviluppo del dispositivo Pedersen. Verso la fine della guerra, il crollo del governo imperiale russo ebbe un grave impatto sulle finanze della Remington. La Russia aveva ordinato enormi quantità di armi e munizioni, ma si trovò a corto di risorse per pagare gli ordini. Ritardò pertanto i pagamenti, puntando su presunti difetti dei prodotti Remington. Quando i bolscevichi presero il potere con la Rivoluzione russa, non riconobbero il contratto. Remington venne lasciata con enormi scorte di armi e munizioni e senza prospettive per il pagamento. L'intervento del governo degli Stati Uniti fu necessario per salvare la società dalla bancarotta. Notando la crescita esplosiva del business all'inizio della guerra ed il precipitoso declino alla fine della stessa, Remington prese la decisione consapevole di promuovere e valorizzare la sua linea di prodotti sportivi. Pertanto privilegiò i prodotti per la caccia come attività più stabile che la aiutasse a sopravvivere agli alti e bassi del futuro.
Durante la grande depressione, Remington venne acquistata dalla DuPont Corporation, che aveva fatto la sua fortuna con miglioramenti alla polvere da sparo. Un anno dopo, la Remington acquisì la Peters Cartridge Company ; ancora oggi molti marchi di fabbrica Remington riportano la sigla R-P ad indicare Remington-Peters.
Nel 1940 l'esercito statunitense era preoccupato per la sua capacità di approvvigionamento di munizioni e chiese alla Remington di collaborare ad un piano di espansione nazionale. Con l'aiuto di DuPont, Remington costruì le fabbriche di munizioni di Lake City Arsenal e Denver Ordnance ea altri tre impianti più tardi. Sebbene gli impianti appartenessero al governo degli Stati Uniti, alla Remington era stato chiesto di sorvegliare il loro funzionamento. Tra le armi Remington prodotte per il governo durante la seconda guerra mondiale vi fu il famoso fucile Springfield M1903.

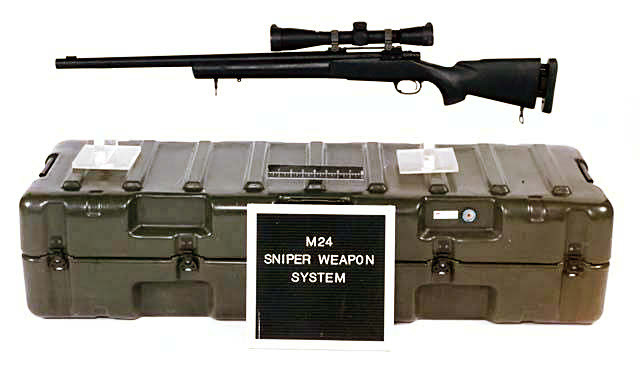
Il fucile M24 SWS, basato sul Remington 700.

Nel corso degli anni 1950 e 1960, Remington si diversificò in altri prodotti, oltre alle armi, con l'acquisto del centro commerciale Tool Company nel 1956. Uno di questi prodotti fu la motosega. Nel 1962 la Remington introdusse il Modello 700. Il fucile è diventato una delle armi da fuoco di maggior successo della Remington e rapidamente si prestò a sviluppi di molte sub-varianti, tra cui il Remington 700 BDL, il Remington 700PSS per polizia ed il militare M24 SWS che è stato il fucile di riferimento della US Army tra 1988-2010 e serve ancora tra il 1988 ed il 2010 ed è attualmente in uso presso le forze armate di tutto il mondo, come nelle IDF. Altri produttori di armi da fuoco progettano e fabbricano fucili da cecchino basati sull'affidabile e preciso Remington modello 700. Oggi questo modello è sostituito dal XM2010.
Nel 1986 la Remington ha chiuso l'impianto di munizioni di Bridgeport realizzando un impianto nuovo di zecca a Lonoke. Questo sito è stato scelto come centro geografico del mercato delle munizioni sportive. Un anno dopo, Remington costruì un nuovo impianto di piattelli ad Athens. Nel 1993 Remington venne ceduta, dalla DuPont, alla Clayton, Dubilier & Rice (CD&R'). L'ultimo modello di pistola prodotto dalla Remington Arms, lo XP-100 Remington, ha cessato la produzione nel 1998.

### XXI secolo
Nel giugno 2007 il fondo di investimento privato Cerberus Capital Management acquisì Remington Arms per la somma di 370 milioni di dollari, inclusi 252 milioni di debiti. Ciò a seguito del fatto che la Remington aveva debiti per milioni di dollari e non aveva registrato profitti nel periodo 2003-2005. Nel dicembre 2007 Remington Arms acquistò la marca di fucili Marlin Firearms.
A partire dal 2009 le vendite di munizioni ha continuato a rimanere elevata per la carenza di munizioni dell'esercito degli Stati Uniti. L'amministratore delegato di Remington, Ted Torbeck, ha rilasciato una dichiarazione, al giornale Chambersburg Public Opinion del 30-11-2009, nella quale ha detto: "Dopo le elezioni presidenziali americane, la domanda di munizioni è aumentata per le preoccupazioni che la nuova amministrazione farà ulteriormente limitare l'uso o l'acquisto di armi da fuoco e munizioni e imporrà imposte addizionali su questi prodotti. Da quel momento noi abbiamo risposto con l'aumento della produzione, che prevede ulteriori ore di lavoro straordinario dei dipendenti ed istituisce turni di produzione aggiuntivi, ampliando la nostra catena di vendita. Nessuna di queste azioni ha richiesto un investimento di capitale significativo." Nell'ottobre 2009 Remington Military products ha acquisito la fabbrica di silenziatori, Advanced Armament Corporation. Dopo un'assenza di 12 anni dal mercato delle pistole, Remington ha annunciato nell'aprile 2010 il modello 1911 R1, la cui disponibilità, attraverso i rivenditori indipendenti, dovrebbe aversi all'inizio di giugno 2010.
Il 23 novembre 2015 l'agenzia di Rating Moody Investors Service declassa, da B2 a un Caa1, il rating aziendale di Remington Outdoor Company a seguito di una perdita per i primi nove mesi del 2015 di 39,4 milioni di dollari; suggerendo così il rischio di default per la società.

## Prodotti principali
Basati sul listino presente sul sito aziendale.

### Attuali

#### Fucili
- A otturatore girevole-scorrevole:
  - Model 700
  - Model 783
  - Remington Model 770
  - Model 673
  - Model 798
  - Model 799
  - Model 504
  - Model 5
  - Model 7
  - Model 710
  - XR-100
  - Model 513T
  - Model 40-XS Tactical Rifle System
  - Model 40-XB KS
  - Model 40-XB Rangemaster
  - Model 40-XB Rangemaster Thumbhole
  - Model 40-XB Tactical
  - Model 40-XBBR KS
  - Model 40-XRBR KS
  - Model 40-XC KS
  - Remington Modular Sniper Rifle[13][14]
- Pump Action:
  - Model 7600
  - Model 7615
  - Model 760
  - Model Six
  - Model 572 Fieldmaster

- Semi Automatic Action:
  - Model 552
  - Model 597
  - Model 7400
  - Model 750
  - Model 742
  - Model 740
  - Model Four
  - Model 8/81
  - Model R-15
  - Model R-25
  - Bushmaster ACR[15]
  - Remington Semi Automatic Sniper System
- Break Action:
  - SPR 22
  - SPR 18

#### Fucili a pompa
- Pump Action:
  - Model 870
  - Remington 887 Nitro Mag

- Semi Automatic Action:
  - Model 50
  - Model 1100
  - Model 11-48
  - Model 11-87
  - Model SP-10
  - SPR 453
  - Model 105CtI

- Break Action:
  - Remington Premier
  - Model 332
  - SPR 100
  - SPR 210
  - SPR 220
  - SPR 310

#### Pistole
- Remington 1911 R1
- Remington RM380
- Remington R51

#### Cartucce
- .222 Remington
- .222 Remington Magnum
- .223 Remington

### Obsoleti

#### Fucili
- Fieldmaster 121
- Targetmaster 510
- Scoremaster 511
- Sportmaster 512
- Matchmaster 513
- JuniorTarget 521TL
- Remington Model 541
- Remington 550-1
- Remington 552
- Remington 591
- Remington 592
- 241 Speedmaster
- Model 4
- Model 6
- Model 8
  - Model 11
- Model 14
- Model 30
- Remington Model 41 TargetMaster 1936-1939
- Model 600
- Model 660
- Model 700
- Model 721
- Model 722
- Model 725
- M1903 Springfield rifle
- Model 788
- Nylon 66
- Nylon 76
- Nylon 77
- Nylon 10
- Nylon 11
- Nylon 12
- Mowhawk 10C
- Model 1891 Russian Mosin Nagant
- Mle1907-15 French Berthier rifle

#### Pistole
- Remington 51
- Remington XP-100

#### Revolver
- Remington Model 1858